# Paul Löffler (Architekt)
Paul Löffler (* 26. März 1886; † 17. November 1952 in Radebeul) war ein deutscher Architekt.

## Leben und Wirken

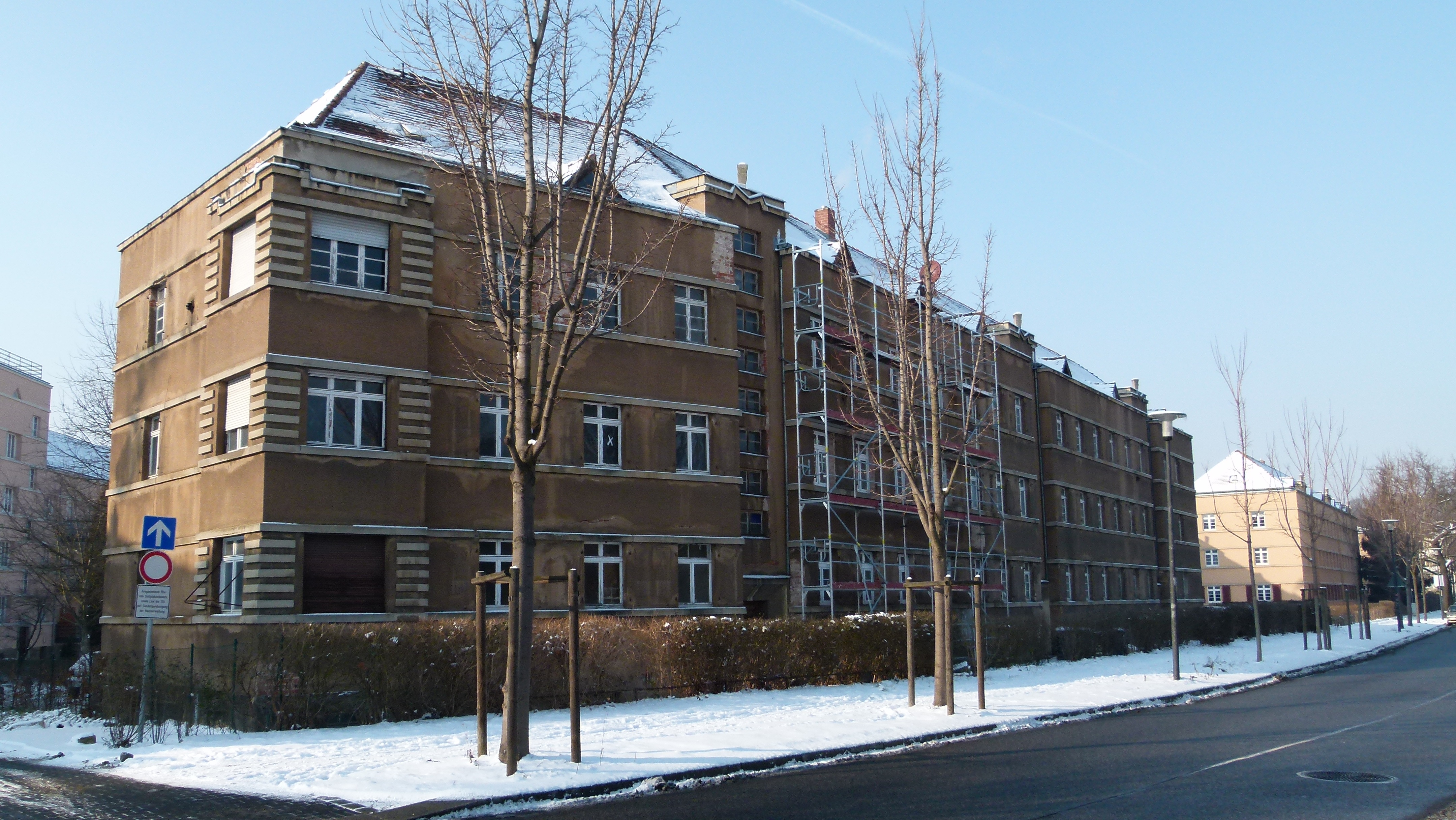
Post-Siedlung in Dresden-Strehlen, Dohnaer Straße 54/56/58 (Zustand vor der entstellenden Sanierung)

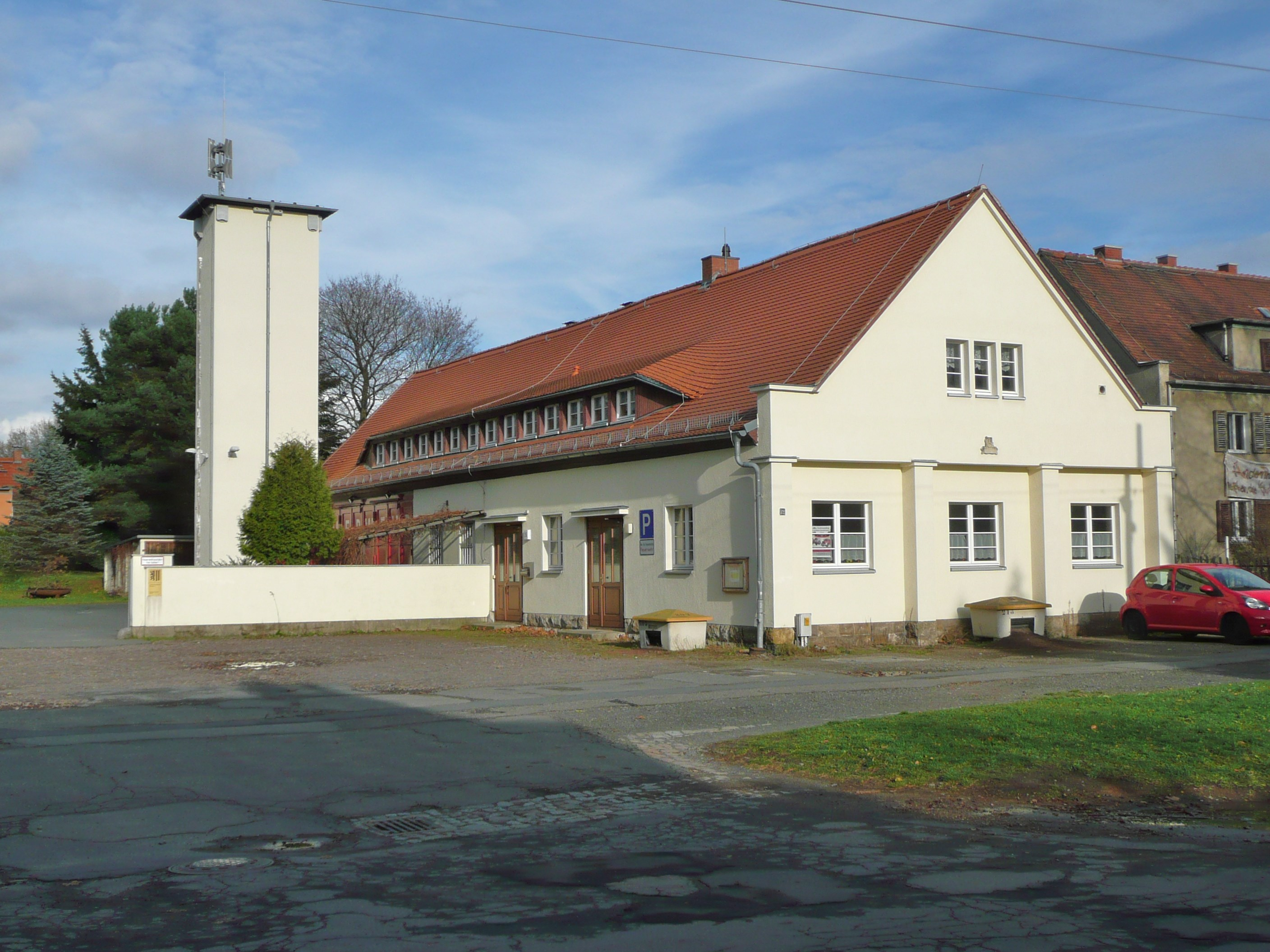
Feuerwache am Heinrich-Tessenow-Weg in Hellerau

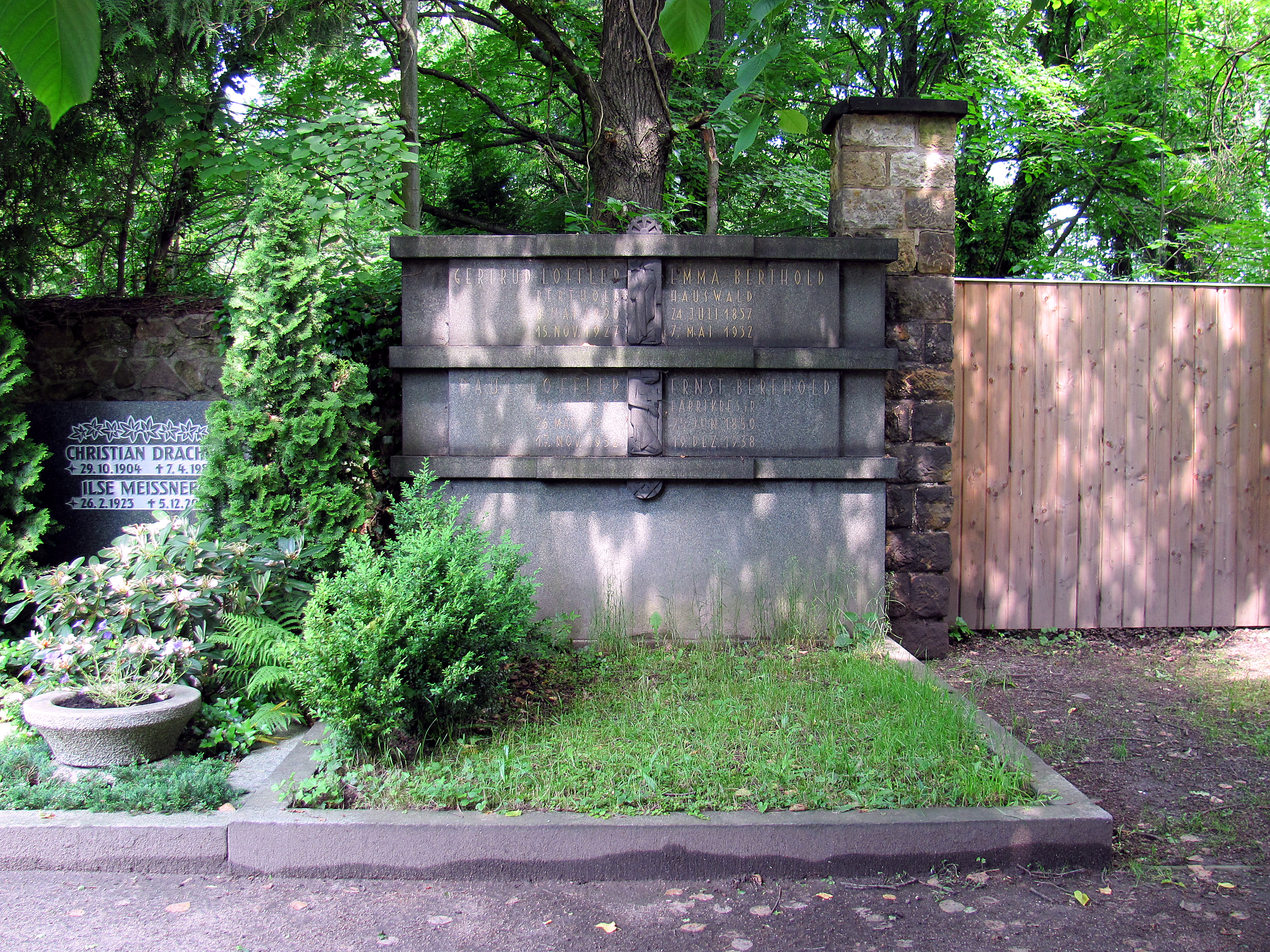
Familiengrab Löffler / Berthold

Paul Löffler war während der Grabungsperiode 1911–1913 Mitglied des Grabungsteams von Max von Oppenheim in Tell Halaf, vermutlich als Zeichner und Dokumentator.
Nach dem Ersten Weltkrieg arbeitete Löffler als selbstständiger Architekt in Dresden und war Mitglied im Bund Deutscher Architekten (BDA). Er unterrichtete 1922/1923 und 1925/1926 an der Staatsbauschule Dresden.
Löffler wurde 1952 in dem Familiengrab Löffler / Berthold auf dem Friedhof Radebeul-Ost beerdigt, dessen Grabmal er selbst 1927 im Stil des Neuen Bauens für seine Ehefrau Gertrud Löffler geb. Berthold (1890–1927) entworfen hatte. Beide ruhen dort neben dem „Fabrikbesitzer im Ruhestand“ Ernst Berthold (1850–1938) und dessen Ehefrau Emma (1857–1932), die in Radebeul-Serkowitz in der Villa Ernst Berthold gewohnt hatten und wahrscheinlich die Eltern von Gertrud Löffler waren.

## Bauten und Entwürfe
- 1919: Wettbewerbsentwurf für das Amtsgebäude des Zentralarbeitsnachweises der Stadt Dresden (zusammen mit Hans Richter, prämiert mit einem von sechs gleichrangigen Preisen)[6][3]
- 1924: Wettbewerbsentwurf für das Gemeindehaus in Rähnitz-Hellerau (in Zusammenarbeit mit Rudolf Kolbe; prämiert mit dem 1. Preis, nicht ausgeführt)[3]
- 1926–1928: Siedlung Strehlen (Post-Siedlung) in Dresden-Strehlen und Leubnitz-Neuostra
- 1928–1929: Feuerwache mit benachbartem Sechsfamilienhaus in Hellerau, Schulweg 24–26 (heute: Heinrich-Tessenow-Weg) mit der Heimstättengesellschaft Sachsen im Auftrag der Gemeinde Rähnitz-Hellerau[7]
- 1947: Umbau des Lindenhofs in Radebeul-Oberlößnitz, Maxim-Gorki-Straße 18[8]